# Gesvres
Gesvres – miejscowość i gmina we Francji, w regionie Kraj Loary, w departamencie Mayenne.
Według danych na rok 1990 gminę zamieszkiwało 489 osób, a gęstość zaludnienia wynosiła 22 osób/km² (wśród 1504 gmin Kraju Loary Gesvres plasuje się na 848. miejscu pod względem liczby ludności, natomiast pod względem powierzchni na miejscu 477.).